# Scopula plenistigma
Scopula plenistigma är en fjärilsart som beskrevs av W. Warren 1905. Scopula plenistigma ingår i släktet Scopula och familjen mätare. Inga underarter finns listade.